# Młyn w Brzeskach

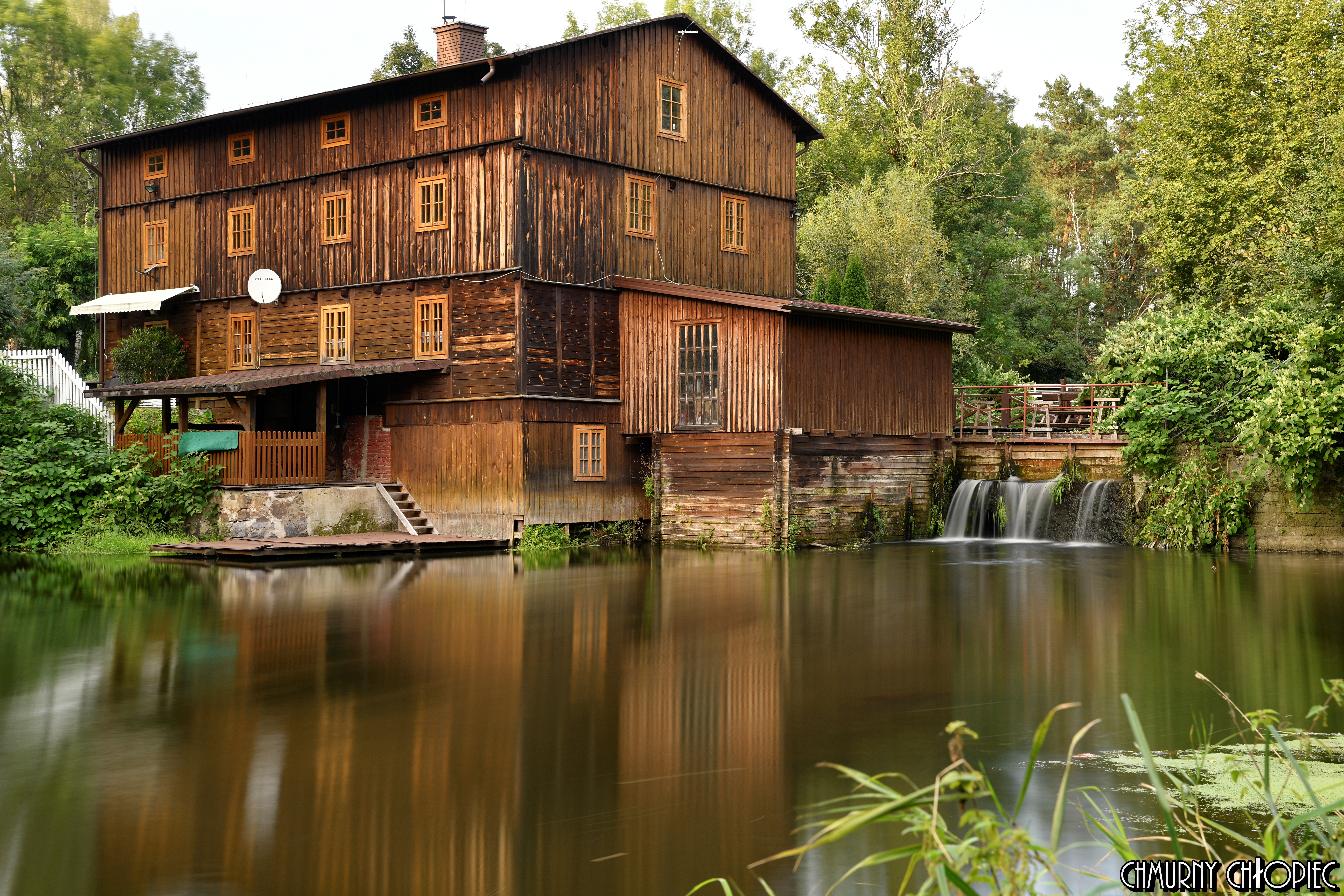

Młyn w Brzeskach (także Młyn "Krzywda") – drewniany młyn wodny nad Grabią wybudowany ok. 1867, znajdujący się w Brzeskach, w gminie Sędziejowice, w województwie łódzkim. Obiekt wpisany do gminnej ewidencji zabytków.

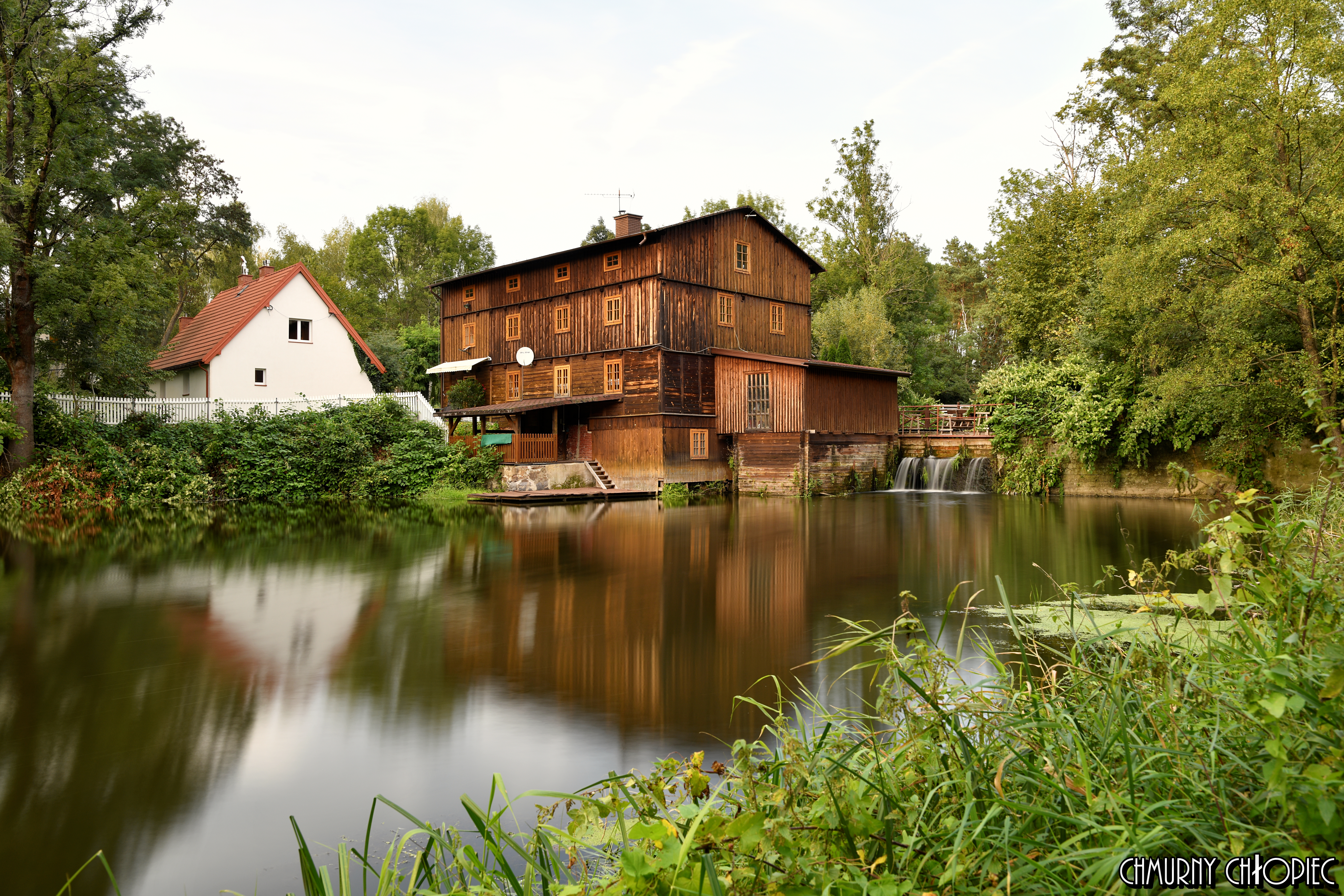

## Historia miejsca
Młyny w tej lokalizacji istniały od niepamiętnych czasów. Były wymieniane w źródłach w drugiej połowie XVI w. Na drugim tj. lewym brzegu Grabi znajdował się drugi młyn, tzw. przemysłowy lub handlowy, który spłonął w pożarze przed I wojną światową (być może w 1905 r.).

## Obecny młyn
Obecnie istniejący młyn został wybudowany w latach 60. XIX w., być może w 1867 r. na prawym brzegu Grabi. Początkowo poruszany był kołem wodnym i był wyposażony w kamienie młyńskie (początkowo śląskie, a następnie francuskie). Ok. 1918 r. zainstalowano turbinę wodną, a 1933 r. - pierwszą parę walców. W okresie międzywojennym pełnił funkcję młyna gospodarczego i pracował na potrzeby mieszkańców okolicznych miejscowości. Jego moc przemiałowa wynosiła wówczas ok. 2 ton zboża na dobę. W okresie II wojny światowej został częściowo zniszczony przez pożar a następnie odbudowany. W 1956 r. został upaństwowiony. W okresie PRL (lata 70.) należał do Gromadzkiej Rady Narodowej w Sędziejowicach. Budynek ulegał kilkakrotnie przebudowom. Obecnie jest budynkiem jednopiętrowym z nadbudówką i dachem dwuspadowym. Zachowały się ślady po dawnej motorowni. Jest nieczynny od lat 70. Budynek został odnowiony i posiada małą elektrownię wodną.
Młyn w Brzeskach jest wymieniany jako atrakcja turystyczna. W sąsiedztwie młyna przebiegają pieszo-rowerowe szlaki turystyczne: Szlak Młynów nad Grabią i Szlak osad młyńskich i ekofarm nad Grabią, a także szlak kajakowy.